# Ficus greiffiana
Ficus greiffiana là một loài thực vật thuộc họ Moraceae. Loài này có ở Argentina, Brasil, Colombia, và Guyana.